# Arquitectura mesoamericana
La Arquitectura mesoamericana es el conjunto de tradiciones arquitectónicas producido por las culturas y civilizaciones precolombinas de Mesoamérica, las cuales se manifiestan de la mejor manera en la forma de monumentales estructuras, templos y edificios públicos, ceremoniales y urbanos. Las características distintivas de la arquitectura mesoamericana reúnen numerosos estilos regionales e históricos que están significativamente interrelacionados. Estos estilos se desarrollaron como resultado del intenso cambio cultural que se llevó a cabo en el área de las culturas mesoamericanas durante miles de años (cronologías de Mesoamérica). Esta arquitectura es reconocida por sus pirámides, las más grandes edificaciones fuera del Antiguo Egipto.
Un tema interesante y exhaustivamente investigado en los estudios mesoamericanos es la relación entre cosmovisión, religión, geografía y arquitectura. Ciertos datos sugieren que muchas particularidades de la arquitectura mesoamericana respondían a ideas religiosas y mitológicas. Por ejemplo la disposición de la mayor parte de las ciudades parecen estar influenciadas por los puntos cardinales y los significados simbólicos y mitológicos que tienen en Mesoamérica.
Otro aspecto impactante de la arquitectura mesoamericana es su iconografía. Los edificios monumentales estaban decorados con imágenes de importancia religiosa y cultural y en muchos casos con escritura en algún sistemas de escritura mesoamericanos. La decoración iconográfica y los textos, son colaboradores importantes del conocimiento actual de la sociedad, historia y religión precolombinas en Mesoamérica

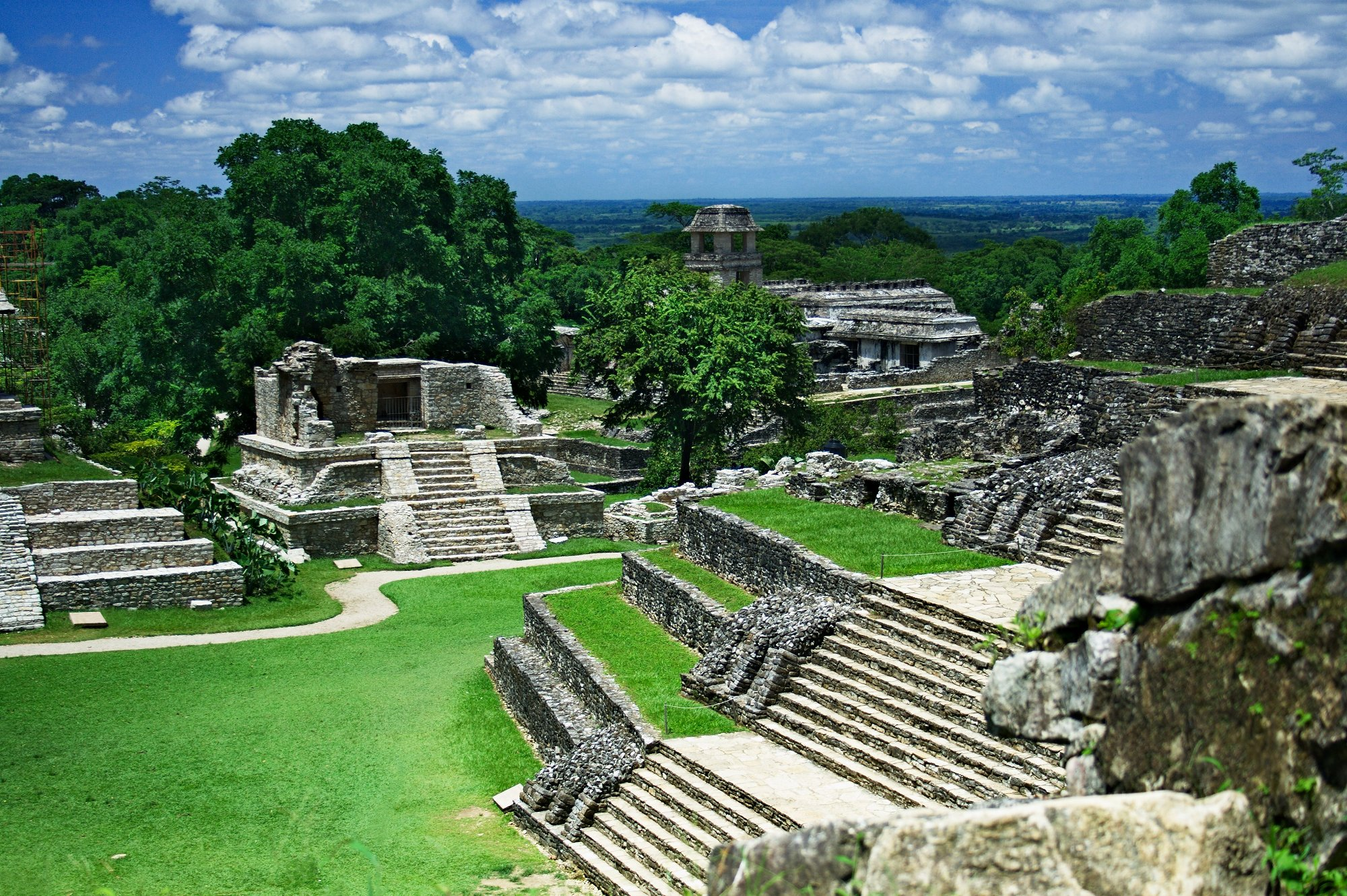
Vista aérea de la Plaza Central de la ciudad maya de Palenque, Chiapas, México, un ejemplo de la arquitectura mesoamericana durante el Período Clásico.

## Cronología
Las diferentes tablas nos muestran las fases de la arquitectura y arqueología mesoamericanas y su correlación con las culturas, ciudades, estilos y edificios específicos que son notables de este periodo.
| Periodo                   | Espacio temporal | Culturas, ciudades, estructuras y estilo relevantes |
| ------------------------- | ---------------- | --- |
| Pre-Clásico(de formación) | 2000-100 a. C.   | culturas de la costa del golfo, Olmecas, Cultura de Monte Alto |
| Pre-Clásico temprano      | 2000-1000 a. C.  | Centros olmecas de San Lorenzo, La Venta, Chalcatzingo, San José Mogote, [La Mojarra, Estela 1]                                                                                             |
| Pre-Clásico medio         | 1000-300 a. C.   | Últimos Olmecas y primeros Mayas, Izapa, Tres Zapotes, cerámica Usulután, Nakbé, Lamanai, Xunantunich Naj Tunich Cueva, El Mirador, Kaminaljuyú                                             |
| Pre-Clásico tardío        | 300-100 a. C.    | Período de formación de Mayas, Zapotecas y de la civilización de Teotihuacán, Teotihuacán, Uaxactún, Tikal, Edzná, Monte Albán I & II, Pirámide del sol                                     |
| Clásico                   | 100 a. C.-900    | Centros clásicos Mayas, Teotihuacán, Zapotecas |
| Clásico temprano          | 300-600          | Apogeo de Teotihuacán, Monte Albán III, Palenque, Copán, Civilización Clásica de Veracruz Talud-tablero, escaleras con jeroglíficos de Copán, tumba de K'inich Janaab' Pakal, Iglesia Vieja |
| Clásico tardío            | 600-900          | Xochicalco, Cacaxtla, Cancuén, Quiriguá, Uxmal, Toniná, estilo Puuc, estilo Río Bec, Cobá, Yaxchilán Lintel 24, Chinkultic                                                                  |
| Post-Clásico              | 900-1519         | Maya Chichén Itzá, Mayapán, Tayasal, y Ko'woj Topoxte, Cultura Tolteca, Tarasca, Cultura Mixteca, Cultura Totonaca                                                                          |
| Post-Clásico Temprano     | 900-1200         | Cholula, Tula, Mitla, El Tajín, Tulum, Kaminaljuyú, Tenam Puente |
| Post-Clásico Tardío       | 1200- 1519       | Aztecas, Tenochtitlán, Templo Mayor, Tzintzuntzán, Quiché Utatlán, Kaqchikel Iximché y Mam Zaculeu, Últimos Mayas, Utatlán, Cempoala                                                        |

## Planificación urbana y cosmovisión

### La duplicación del cosmos
Una parte importante de las prácticas religiosas de los mesoamericanos era replicar sus creencias en forma concreta y tangible, de hecho hacer del mundo una encarnación de sus creencias.
. Esto quiere decir que la ciudad mesoamericana fue construida en la forma de un microcosmos que manifiesta la misma división que existe en la geografía mítico-religiosa. Era importante la división entre el inframundo y el mundo humano debido al principio cíclico de vida, muerte y renacimiento. El inframundo era representado por la dirección cardinal norte, por lo que en las ciudades mesoamericanas se suelen encontrar construcciones, que de alguna manera se asocian a lo inframundano, situadas en la parte norte de la ciudad.
La parte sur representaba vida, sustento, renacimiento y por lo general contenía estructuras relacionadas con la continuidad y la función diaria de la ciudad estado, así como monumentos que delinean los linajes nobles así como barrios residenciales, mercados, etc.
Entre las dos mitades del eje norte/sur se encontraba la plaza, la cual contiene a menudo estelas que semejan el Árbol del Mundo, axis mundi y un campo para el Juego de Pelota, que servía como cruce entre los dos mundos.
Algunos estudiosos de la cultura mesoamericana opinan que en el simbolismo religioso asociado a la arquitectura, las pirámides eran montañas, las estelas representaban árboles, y los pozos y cenotes eran cuevas que daban acceso al inframundo.
Los principales edificios cívicos y ceremoniales fueron orientados astronómicamente, mayormente hacia las posiciones del Sol en el horizonte en ciertas fechas, que tienden a estar separadas por múltiplos de 13 y de 20 días, es decir, de los periodos elementales del sistema calendárico mesoamericano. Este hecho y la distribución de las fechas registradas en el año de las estaciones indican que las orientaciones posibilitaban el uso de calendarios observacionales, cuya función fue facilitar la debida programación de los trabajos agrícolas y de las ceremonias asociadas. Tales conclusiones se fundamentan en los resultados de las investigaciones sistemáticas en varias regiones mesoamericanas, incluyendo el centro de México, las Tierras Bajas Mayas, las regiones de Oaxaca y el Golfo de México y el Occidente y el Norte de Mesoamérica. Mientras que predominan las orientaciones solares, algunos edificios prominentes fueron alineados hacia los extremos de Venus, siendo un ejemplo notable el Palacio del Gobernador en Uxmal. También se han documentado las orientaciones hacia los extremos de la Luna, que son particularmente comunes en la Costa Nororiental de la península de Yucatán, donde el culto a la diosa Ixchel, relacionada con la Luna, era muy importante durante el Postclásico.

### La Plaza
En el corazón de las ciudades mesoamericanas se ubicaban grandes plazas rodeadas por los edificios de mayor importancia como la Acrópolis Real, enormes templos-pirámide y ocasionalmente campos para el Juego de Pelota.

### Las pirámides principales
A menudo los templos más importantes se asentaban en la cúspide de las pirámides, presuntamente, más cerca de los cielos. Mientras descubrimientos recientes apuntan al uso de las pirámides como monumentos fúnebres, los templos mismos raramente contienen entierros. Ubicados en lo alto de las pirámides, a unos sesenta metros de altura como en El Mirador, los templos eran estructuras impresionantes y bellamente decoradas, estaban por lo común techados con material más perecedero que la roca. Muchos de estos templos pudieron servir como una forma de propaganda.

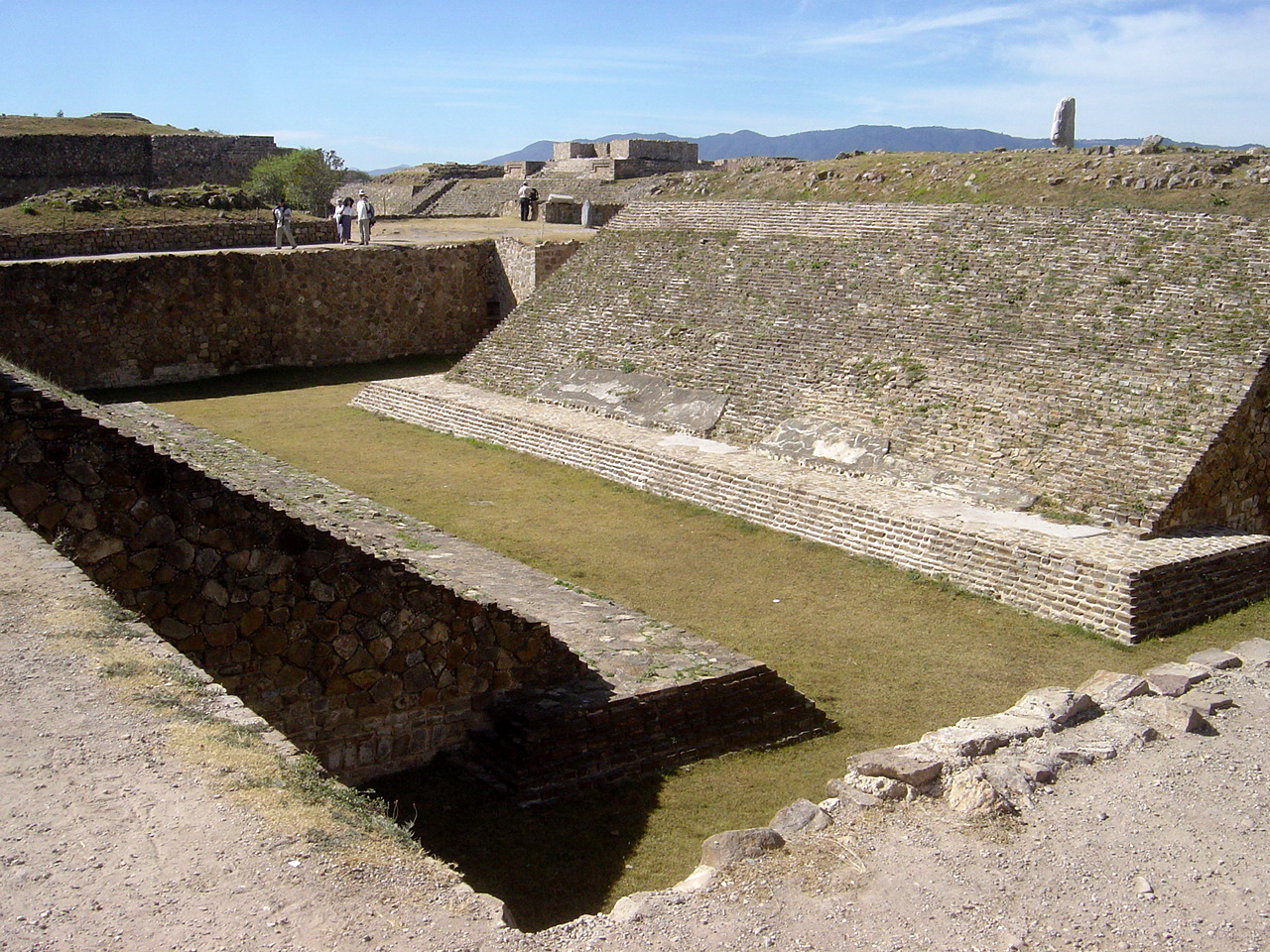
Campo en forma de I. Oaxaca de Juárez, Monte Albán.

### El Campo para Juego de Pelota
El Juego de pelota ritual era un viaje simbólico que intercambiaba una gran turca para ellos y el inframundo con el mundo de los vivos, muchos campos de pelota se encuentran en la zona central de la ciudad funcionando como una conexión entre los sectores norte y el sur. Existen Campos de Pelota con distintos estilos de los cuales el más común es el campo en forma de «I», pero algunos de estos tienen aceras ligeramente inclinadas como en Copán y otros tienen paredes verticales como en Chichén Itzá. Muchos campos de pelota tenían anillos de piedra empotrados en las paredes (Chichén Itzá) y muchos de ellos estaban decorados con iconografía simbólica.

### Zonas residenciales y palacios
Los palacios eran amplios y usualmente muy decorados, se encontraban cerca del centro de la ciudad y hospedaba a la población élite. Un palacio mayor, con muchos aposentos y niveles distintos, es a veces conocido como Acrópolis. Sin embargo la mayoría de las veces eran de una planta y contaban con muchos cuartos pequeños y por lo menos un patio interior, dichas estructuras parecen tomar en cuenta las necesidades de una residencia, así como la decoración que exigía el estatus de los habitantes. Los arqueólogos están de acuerdo en que muchos palacios albergaban tumbas. En Copán fue descubierta, bajo cuatrocientos años de remodelación posterior, la tumba de un antiguo gobernante, y la acrópolis norte de Tikal parece haber sido el sitio de numerosos entierros que datan del periodo Clásico y Preclásico.

### Materiales de Construcción
Un aspecto sorprendente de las grandes estructuras mesoamericanas es la carencia de tecnología avanzada que hubiera hecho posible su construcción. Sin herramientas de metal, sin poleas y hasta quizás sin la rueda, esta arquitectura requería mano de obra en abundancia. Sin embargo, fuera de este enorme requerimiento, los materiales parecen haber estado al alcance. Ellos utilizaron principalmente la caliza, la cual era lo suficientemente blanda para ser extraída con herramientas de piedra, para ser endurecida después de su colocación. Además del uso estructural que le daban a la caliza, la mayoría de la mezcla que utilizaban estaba hecha de caliza triturada, quemada y mezclada con otros elementos, imitando así las propiedades del cemento, era muy utilizada para acabados de estuco y como argamasa. Sin embargo, mejoras posteriores en la técnica de extracción redujeron la demanda del estuco a base de caliza, pero permaneció como elemento crucial de pilares y dinteles. En el caso de las habitaciones comunes eran el adobe, la madera y el bálago los elementos principales, no obstante se han descubierto indicios de lo que pudieron ser casas-habitación construidas con caliza.

## Estilos

### Megalítico
La técnica arquitectónica de construcción que emplea grandes bloques de piedra caliza (ca. 100 x 50 x 30 cm) cubiertos por una pequeña capa de estuco. Este estilo predominó en la región norte del territorio maya durante el Preclásico y los inicios de la época Clásica.